# رحمت أباد (إقليد)
رحمت أباد (بالفارسية: رحمت‌آباد) هي قرية تقع في Sedeh District في إيران. يقدر عدد سكانها بـ 548 نسمة .